# Parafia św. Jana Kronsztadzkiego w Uticy
Parafia św. Jana Kronsztadzkiego – prawosławna parafia w Uticy, podległa eparchii wschodnioamerykańskiej i nowojorskiej Rosyjskiego Kościoła Prawosławnego poza granicami Rosji.
Parafia została utworzona przez rosyjskich displaced persons przybyłych do stanu Nowy Jork w 1948. Początkowo społeczność rosyjska w Uticy uczestniczyła w nabożeństwach w cerkwi św. Jerzego należącej do Patriarchatu Antiocheńskiego, odprawianych przez mnichów z monasteru Trójcy Świętej w Jordanville. Od 1949 w mieście na stałe przebywał ks. George Pavlusik, który z błogosławieństwa arcybiskupa Witalija (Maksimienki) został proboszczem nowo erygowanej parafii, której patronem wybrano św. Mikołaja.
W 1951 parafia liczyła ponad 300 osób. Dwa lata później jej nowym patronem został św. Jan Rylski. Był on świętym patronem Jana Kronsztadzkiego, niezwykle szanowanego przez parafian z Uticy duchownego rosyjskiego, który nie został jeszcze oficjalnie kanonizowany. W 1964, po kanonizacji Jana Kronsztadzkiego, parafia przyjęła go jako swojego patrona. W latach 50. i 60. planowana była również budowa samodzielnej cerkwi parafialnej. Początkowo miała być to świątynia dwupoziomowa, z dolną cerkwią św. Jana Kronsztadzkiego i górną św. Mikołaja. Ostatecznie powstała jedynie cerkiew św. Jana Kronsztadzkiego. W listopadzie 1985 została ona poświęcona przez arcybiskupa Ławra (Szkurłę).
Językami liturgicznymi parafii są cerkiewnosłowiański oraz angielski.